# 波莱米约欧蒙多尔
波莱米约欧蒙多尔（法語：Poleymieux-au-Mont-d'Or，法語發音：[pɔlemjø o mɔ̃ dɔʁ] ⓘ，意为“在奥尔山的波莱米约”）是法国里昂大都会的一个市镇，属于里昂区。

## 地理
波莱米约欧蒙多尔（45°51'22"N, 4°48'0"E）面积6.21 平方千米，位于法国奥弗涅-罗讷-阿尔卑斯大区里昂大都会，后者为法国的一个特殊地位集体，自2015年脱离罗讷省成立，位于法国中东部，中心城市为里昂。
与波莱米约欧蒙多尔接壤的市镇（或旧市镇、城区）包括：沙斯莱、库宗欧蒙多尔、屈里斯欧蒙多尔、利莫内、圣西尔欧蒙多尔、圣迪迪耶欧蒙多尔、圣日耳曼欧蒙多尔。
波莱米约欧蒙多尔的时区为UTC+01:00、UTC+02:00（夏令时）。

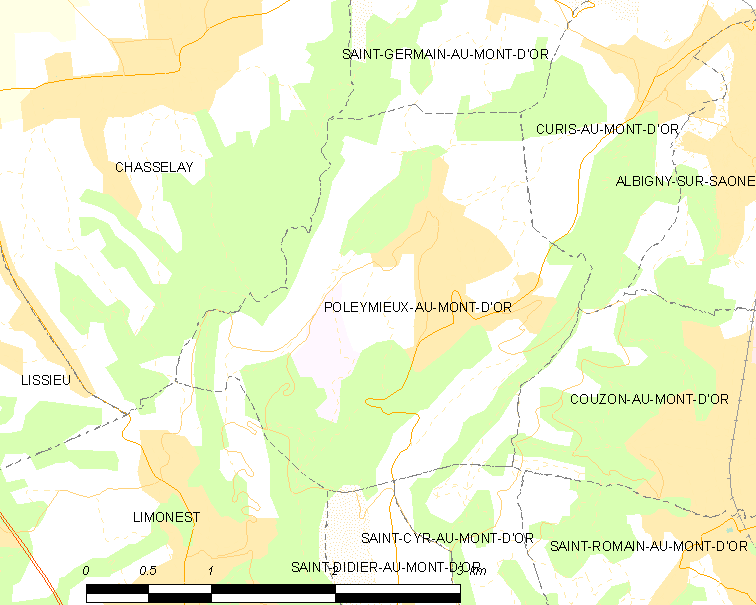
波莱米约欧蒙多尔的OSM定位图

## 行政
波莱米约欧蒙多尔的邮政编码为69250，INSEE市镇编码为69153。

## 政治
波莱米约欧蒙多尔的现任市长为科琳娜·卡尔多纳（Corinne Cardona）女士，任期为2020-2026年。

## 人口

1962-2008年间波莱米约欧蒙多尔人口变化图示

波莱米约欧蒙多尔于2022年1月1日时的人口数量为1394人。